# 邵台輔
邵台輔（韓語：소태보，1034年—？），是高麗王朝官員，仕文宗、宣宗、獻宗、肅宗四朝。

## 生平
邵台輔家世不詳，最初在文宗末年任戶部侍郎，到宣宗朝歷任參知政事、中書侍郎平章事，兼刑部兵部事。他見高麗與遼朝邊境的將士都從南部充任，遠離自己田產，故建議朝廷任用壯健者作入遼使臣，可以偵察國情，又可以和遼國人互市，令更多人願意擔任而；朝廷也聽從他的意見。
獻宗初年邵台輔拜門下侍郎平章事（相當於副宰相）、上柱國，當時李資義叛亂，他命令王國髦領兵守衛；又呼喚壯士高義和斬殺李資義和其黨羽。邵台輔以功勛權兼吏部事，轉特進、守司徒。
肅宗受禪即位，他升任守太尉、門下侍中，並賞賜大量寶物給他，又在他家中設宴。宴中，邵台輔上奏中國的國學不適合高麗模仿，而且勞民傷財，請求廢除，但未被允許。到肅宗八年（1103年），他想退休，肅宗不允許，命尙書兵部郎中許慶賜他坐几、手杖留任。
後來邵台輔轉守太傅、兼戶部、西京留守，加門下侍中致仕；肅宗九年（1104年）再加守太師、賜號恊謀功臣，逝世後謚號忠謙，附祀肅宗廟。